# Drahnsdorf

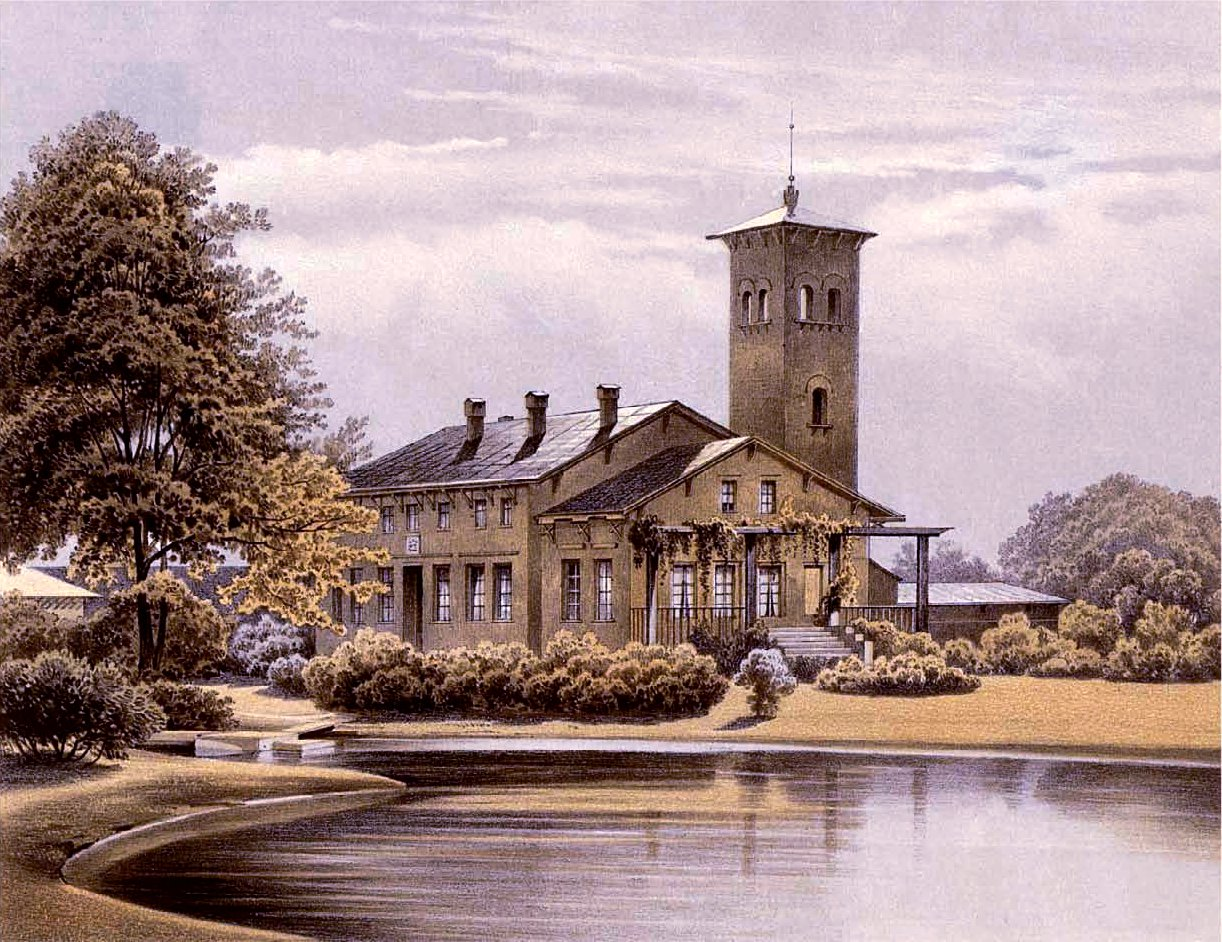
House Krossen, around 1860, Edition by Alexander Duncker

Drahnsdorf is een gemeente in de Duitse deelstaat Brandenburg, en maakt deel uit van het Landkreis Dahme-Spreewald.
Drahnsdorf telt 675 inwoners.